# マイケル・J・ウェルシュ
マイケル・ジェームズ・ウェルシュ（Michael James Welsh、1948年 - ）はアメリカ合衆国の医学者（内科学、神経学）。アイオワ大学教授。主な業績は嚢胞性線維症の治療法の開発。

## 来歴
アイオワ州マーシャルタウン出身。ローラス大学を卒業後、アイオワ大学理学部を卒業し、1974年にアイオワ大学医学大学院からMDを取得。母校で研修医となり、カリフォルニア大学サンフランシスコ校およびヒューストン大学医学部で研究員を務めた。1981年にアイオワ大学に戻り、内科助教授となり、現在は教授。1996年から1997年までアメリカ臨床研究学会の会長を務めた。1989年から2024年までハワード・ヒューズ医学研究所に所属。

## 受賞歴
- 2018年 - ウォーレン・アルパート財団賞
- 2020年 - ジョージ・M・コーバー・メダル
- 2022年 - ショウ賞生命科学および医学部門
- 2023年 - ワイリー賞
- 2025年 - ガードナー国際賞

## 参照
- Michael J. Welsh, MD Iowa
- Michael J. Welsh, MD HHMI